# Манучар II Джакели
Манучар II Джакели (მანუჩარ II ჯაყელი, Джакели, Мустафа-паша, ум. 1614) — правитель Самцхе-Саатабаго в 1581—1614 гг., сын Кайхосро II. В 1576—1578 из-за болезни своего брата Кваркваре IV являлся фактическим правителем княжества. После чылдырского сражения в 1578 г., где османы разбили персов, Манучар покорился османам. Османский полководец Мустафа Лала-паша отослал Кваркваре и Манучара в Стамбул. В Станбуле Манучара омусульманили, дали новое имя Мустафа и титул паши созданного
Ахалцыхского (чылдырского) пашалыка. Он должен был вместе с османами вести борьбу против Картлийского царства. Манучар II сообщил царю Картли Симону I намерения османов. Объединенные силы месхетинцев и картлийцев разбили османов на мухранском поле. Манучар II начал антиосманское восстание в Самцхе-Саатабаго. В 1581 Манучар II опять принял христианство, женился на дочери Симона I и стал атабагом. Османы бегларбегом Чылдырского пашалыка назначили Юсуп-пашу, который должен был занять территорию Самцхе-Саатабаго и восстановить власть султана, окончательно превратив княжество в османский пашалык. Юсуп-паша не смог исполнить задание, после чего османы пошли на компромисс — в 1583 бегларбегом назначили опять Манучара. Но он требовал для себя сохранение христианской религии и восстановление атабагства. Но инкорпорация Месхети была уже решена. Была послана османская армия против Манучара. Манучар II взял ориентацию на Иран и сам перешел в Иран, где и скончался.